# Fliegertechnische Vorschule Haunstetten
Die Fliegertechnische Vorschule Haunstetten war in der Zeit des Nationalsozialismus eine militärische Einrichtung des Reichsluftfahrtministeriums in Haunstetten. Die 1937 geschaffene Einrichtung hatte die Aufgabe, 14- bis 15-jährige Jungen durch gründliche technische und vormilitärische Ausbildung zu Soldaten der Luftwaffe heranzubilden. Wie alle Flugzeugfabriken in dieser Zeit hatten auch die Messerschmitt-Werke angegliederte Ausbildungsstätten für Lehrlinge.

## Beschreibung
Insgesamt gab es über 30 Fliegertechnische Vorschulen in Deutschland. Die Militärschüler wurden im Allgemeinen für bestimmte Berufe, wie z. B. Metallflugzeugbauer, Maschinenschlosser, Elektromechaniker u. ä. ausgebildet. Die Ausbildung erfolgte in Lehrwerkstätten, Betrieben und Werkberufsschulen der Luftfahrtindustrie und dauerte insgesamt vier Jahre. Grundsätzlich nach einer Lehrzeit von 3½ Jahren wurde die Facharbeiter- bzw. Gesellenprüfung abgelegt. Das letzte Halbjahr war der Ausbildung in einem besonderen Übungsfeld vorbehalten. Nach Abschluss der 4-jährigen Ausbildung war eine Verpflichtung auf einen weiteren 4½-jährigen Dienst bei der Luftwaffe vorgesehen.

## Nachnutzung
Im Mai 1947 beauftragte der Haunstetter Gemeinderat den Bürgermeister zu einer Besprechung mit dem Bayerischen Landesamt für Vermögensverwaltung und Wiedergutmachung bezüglich eines Pachtvertrages über die Fliegertechnische Vorschule. Im Juni 1947 wurde der Pachtvertrag fertiggestellt. Josef Schorer (Bürgermeister 1945–1948) wollte dort ein gemeindliches Krankenhaus einrichten lassen. Deshalb erwarb er in langen Verhandlungen mit dem Treuhänder, dem damaligen Verwalter deutschen Militäreigentums, die Fliegertechnische Vorschule und die drei dazugehörigen Wohnhäuser an der Siebentischstraße (heute Marconistraße) und begann bereits mit dem Ausbau der zum Teil bombengeschädigten Gebäude zum Gemeinde-Krankenhaus.
1949 erwarb dann der Landkreis Augsburg die teilweise zerstörten Gebäude der Fliegertechnischen Vorschule in Haunstetten für 220.000 DM und wandelte so die Fliegertechnische Vorschule 1950 in das Tbc-Krankenhaus für Erwachsene (130 Betten) des Landkreises Augsburg um. Die Krankenpflege übernahmen die Barmherzigen Schwestern vom hl. Karl Borromäus.
Die Turnhalle der ehemaligen Fliegertechnischen Vorschule in Haunstetten, die im Besitz der Stadt Augsburg war, wurde in den 1950er Jahren für Klassen der Volksschule genützt, denn in der Zeit nach dem Zweiten Weltkrieg gab es in Haunstetten eine große Schulraumnot. So waren im ersten Stock auch Klassen der 1952 eingeweihten Fröbelschule untergebracht. Die Städtische Singschule Haunstetten veranstaltete dort zahlreiche Singschulkonzerte; überdies diente die Halle Haunstetter Vereinen im Fasching als Ballsaal.
Das Tbc-Krankenhaus wurde 1969 als Zusam-Klinik der LVA Schwaben nach Zusmarshausen verlegt. Die Gebäude wurden 1982 bis auf die Turnhalle abgerissen. Nachdem im Rahmen der Eingemeindung Haunstettens nach Augsburg die Haunstetter Frühlingsstraße in Arberstraße umbenannt worden war, erhielt die Turnhalle den Namen Arberhalle. Sie ist der letzte noch erhaltene Teil der Fliegertechnischen Vorschule in Haunstetten. In ihr betreibt derzeit der TSV Schwaben Augsburg sein Turnleistungszentrum.